# 庄征
庄征（1918年11月8日—1947年9月5日），本名庄庆基，化名林俊仁、赵枫、钱康等，福建建阳人，中国共产党福建早期成员，中华人民共和国革命烈士。

## 生平

### 早年
庄征祖辈务农，其父庄知本读过几年私塾，随乡人往建阳的果行当学徒工，后在徐市乡自立果铺为业。庄征即出生于徐市乡。
1933年，庄征考入建瓯县培汉中学。1934年起，庄征在此受到亲中共的校长与中共教员影响，经同学介绍开始与建瓯的中共地下组织接触。
1936年，庄征进入南平县剑津高中，其后被推为学校学生自治会主席。是年其父逝世，庄征在半工半读的情况下继续学业。次年抗日战争爆发，庄征走上街头宣传抗日思想，并在这一年加入了中国共产党。

### 抗日战争时期
受战争影响，福建与江浙的部分政府机关内迁至南平，使得南平发展为闽北重镇，南平的中共地下组织受到一定的打击。1938年下在中共福建省委的指示下，庄征等人建立了中共南平特别支部，11月改组为南平工委。在此期间，庄征任青年部部长，一度回到家乡徐市工作。
1939年6月，由于南平工委发展较好，其影响力扩大到其他地区，福建省委指示其改组为中共闽江工委。1940年3月又改为闽江特委，庄征任组织部长，在剑津中学工作。
当时正值国民党第二次反共高潮，中共福建省委在1940年春指示庄征等人撤退到崇安县。1940年初夏，庄征到“武夷干校”学习集训后，于5月被派往建松政特委任组织部长。
1941年1月皖南事变爆发，国民党政府在福建建立闽浙赣边区指挥部，闽北的地下党组织遭到毁灭性破坏，未暴露身份的特委书记张鼎良被国军当作壮丁抓走。4月，日军占领福州，庄征趁国军在古田县力量薄弱，赴古田开展工作。7月，因动员起的农民滥抢布匹导致地下党组织过早暴露，引起国民党政府的注意，省委遂命令庄征等人撤退。
1942年初，庄征被派往江西铅山，在赣东北重新建立地下党支部，1943年6月国民党政府开始加强围攻中共地下党组织，初秋，由于地下党员吴友松叛变，庄征和其妻子杨瑞玉、同僚张宗显（化名张树雄）、刘静贞（化名林美珍，一说杨瑞玉化名林美珍）在河口镇被捕，随后被押解至国民党第三战区司令部下设的五都镇磨盘村联络站。
1943年年底，庄征向政府假装“自新”，并留下杨瑞玉、刘静贞等人为人质，以上山寻找曾镜冰（福建地下党负责人）为借口逃脱监狱，回到福建地下党组织工作。杨瑞玉等人被转移至邵武监狱，1945年国共签订《双十协定》前后，杨瑞玉等人也获得释放。

### 第二次国共内战时期
1945年夏，庄征到福州工作，重新成立闽江工委并任书记。第二次国共内战很快爆发，1947年2月，庄征领导成立了中共闽浙赣省委城市工作部，他任城工部部长，李铁为副部长。是年年底，中共地下党员孟起暴露身份，被国民政府逮捕。庄征提出“假投降”方案营救，然而，鉴于1943年庄征是依靠“自新”逃脱监狱，闽浙赣省委书记曾镜冰怀疑庄征叛变，遂向中共中央华东局申报，得到张鼎丞、邓子恢“如确有内奸行为，可由你们紧急处理，不再因循误事，但应查明真相”的回复。得到回复的省委将庄征控制并对其实行逼供，迫使其承认“叛变”后，于1947年中秋节（公历9月5日）将其处决，杨瑞玉亦于同年农历十月初五（公历11月17日）被杀。

## 身后
庄征死后，部长一职由副部长李铁接任，1948年，中共闽东地委书记阮英平失踪，曾镜冰认为，城工部党员自参与游击战以来便有很多地下党骨干被捕，庄征及其领导的城工部已成为“红旗特务组织”，遂在1948年的“五一”前集中处死了一百多名城工部干部，并切断与城工部发展的数千名党员的联系，导致处于国统区的福建地下党工作遭到毁灭性打击。
1956年，中共中央为城工部事件平反，庄征被追认为革命烈士。

## 家庭

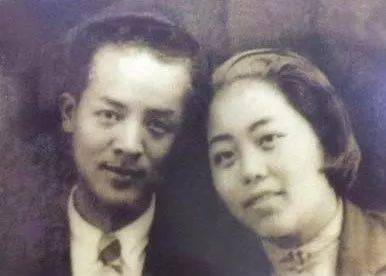
庄征与杨瑞玉夫妻合影

1941年庄征在古田工作时与杨瑞玉相恋，两人在省委的批准下结婚。1947年两人罹难时，已育有7个月大的遗孤庄康星。